# Edward Vaughan
Edward Vaughan (décédé le 5 décembre 1718), de Glan-y-Llyn, Merionethshire et Llwydiarth, Montgomeryshire, est un homme politique gallois conservateur qui siège à la Chambre des communes pendant 43 ans de 1675 à 1718. Il est brièvement doyen de la Chambre. 

## Biographie
Il est le fils aîné de Howel Vaughan de Glan-y-Llyn, Merioneth et de son épouse Elizabeth Jones, fille de Humphrey Jones de Ddol, Flintshire. Il hérite de l'oncle de sa femme, Edward Vaughan, les domaines de Llwydiarth et Llangedwyn, Denbighshire en 1661 et succède à son père en 1669. Il épouse Mary Purcell, fille de John Purcell, député de Nantcribba en 1672. 
Il est nommé lieutenant adjoint du Montgomeryshire et du Merionethshire de 1674 à 1688, pour le Merionethshire de 1689 à 1696 et pour le Montgomeryshire de 1701 à la mort. Il est haut shérif du Montgomeryshire de janvier à novembre 1688 et Custos Rotulorum du Merionethshire de 1711 à 1714. 
Il est réélu comme député pour le Montgomeryshire aux élections générales en mars 1679, octobre 1679, 1681, 1685, 1689, 1690, 1695, 1698, les deux élections de 1701, 1702, 1705, 1708, 1710, 1713 et 1715. 
Il est décédé en décembre 1718. Il a deux filles et un fils, qui l'ont précédé dans la tombe. Ses biens passent à son gendre, Watkin Williams Wynn qui épouse sa fille Ann.